# پایگاه آب‌نشین چتم
پایگاه آب‌نشین چتم (به انگلیسی: Chatham Seaplane Base) یک فرودگاه همگانی با کد یاتا CYM است که یک باند فرود آب دارد و طول باند آن ۳۰۴۸ متر است. این فرودگاه در کشور فرانسه قرار دارد .